# Otočić Prišnjak Veli
Otočić Prišnjak Veli är en ö i Kroatien.   Den ligger i länet Šibenik-Knins län, i den södra delen av landet, 230 km söder om huvudstaden Zagreb.